# Anna i el rei de Siam
|  | Aquest article tracta sobre la pel·lícula de 1946. Si cerqueu la pel·lícula estatunidenca d'Andy Tennant estrenada el 1999, vegeu «Anna and the King». |

 Anna i el rei de Siam (Anna and the King of Siam) és una pel·lícula estatunidenca dirigida per John Cromwell, estrenada el 1946 i doblada al català. Curiosa història, amb un Rex Harrison esplèndid i una gran posada en escena, que aconsegueix un resultat satisfactori.

## Argument
Història èpica, basada en un fet real situada en la Tailàndia de finals del segle xix, i narra -adaptant les seves memòries - les verdaderes aventures de la vida de la institutriu britànica Anna Owens, contractada pel Rei de Siam perquè eduqués als seus cinquanta-vuit plançons. Tot just arribar a aquestes terres desconegudes i exòtiques, Anna es veu immersa en una lluita d'enginy amb l'obstinat sobirà, encara que la insistència i confiança de la institutriu guanyaran finalment, la confiança del rei. La història està basada en informacions històriques i en els llibres publicats de la mateixa Owens.

## Crítica
Excel·lent comèdia romàntica realitzada amb certa fastuositat i on sobresurt el treball interpretatiu de Rex Harnison -impecable en el seu personatge- i Irene Dunne. La fotografia d'Arthur Miller és excel·lent i els decorats revelen bon gust i precisió. L'acció és una mica lenta, però els valors de la producció compensen aquesta manca de ritme.

## Repartiment
- Irene Dunne: Anna Owens
- Rex Harrison: El Rei Mongkut
- Linda Darnell: Tuptim
- Lee J. Cobb: Kralahome
- Gale Sondergaard: Lady Thiang
- Mikhail Rasumny: Alak
- Dennis Hoey: Sir Edward
- Tito Renaldo: El Príncep
- Richard Lyon: Louis Owens
- William Edmunds: Moonshee
- John Abbott: Phya Phrom

## Premis i nominacions
El 1947 rebé els premis Oscar a la millor direcció artística per Lyle R. Wheeler, William S. Darling, Thomas Little i Frank E. Hughes; i l'Oscar a la millor fotografia per Arthur C. Miller. Així mateix fou nominada a l'Oscar a la millor actriu secundària per Gale Sondergaard; l'Oscar a la millor banda sonora per Bernard Herrmann; i l'Oscar al millor guió adaptat per Sally Benson i Talbot Jennings.

## Remakes
- El 1956 es va fer un remake musical amb Yul Brynner i Deborah Kerr: The King and I (1956)
- El 1999, un altre de protagonitzat per Jodie Foster, Anna and the King.